# Wilhelm Herzig
Wilhelm Herzig (* 6. Januar 1812 in Reichenberg, Kaisertum Österreich; † 19. Oktober 1894 in Reichenberg, Österreich-Ungarn) war ein österreichischer Arzt und Politiker.

## Leben
Herzig, der katholischer Konfession war, studierte Medizin an der Universität Wien, wo er 1842 zum Dr. med. promoviert wurde. Von 1842 bis 1848 arbeitete er als praktischer Arzt in Wien und seit 1848 in Reichenberg. Er war von 1860 bis 1890 Redakteur der „Reichenberger Zeitung“ und Verfasser medizinischer Schriften (u. a. „Das medizinische Wien. Wegweiser für Ärzte und Naturforscher“, 1844).
Vom 7. Juni 1848 (für Carl Joseph Kreutzberg) bis zum 27. Februar 1849 vertrat er den Wahlkreis Böhmen (Kreis Bunzlau, Gablonz) in der Frankfurter Nationalversammlung. Im Parlament blieb er fraktionslos und stimmte überwiegend mit dem Rechten Zentrum.